# Clos du Doubs
Clos du Doubs ist eine politische Gemeinde im Bezirk Porrentruy des Kantons Jura in der Schweiz.
Sie ging am 1. Januar 2009 aus der Fusion der ehemaligen Gemeinden Epauvillers, Epiquerez, Montenol, Montmelon, Ocourt, Saint-Ursanne und Seleute hervor und ist benannt nach dem Clos du Doubs. Sitz der Gemeindeverwaltung ist Saint-Ursanne.
Nachbargemeinden sind Montfaucon, Soubey, Saint-Brais, La Baroche, Haute-Sorne, Boécourt, Cornol, Courgenay und Fontenais im Kanton Jura sowie Montancy und Burnevillers im angrenzenden Frankreich.